# Marius et les gardiens de la cité phocéenne
 (juillet 2025).
Si vous disposez d'ouvrages ou d'articles de référence ou si vous connaissez des sites web de qualité traitant du thème abordé ici, merci de compléter l'article en donnant les références utiles à sa vérifiabilité et en les liant à la section « Notes et références ».
Pour plus de détails, voir Fiche technique et Distribution.
Marius et les gardiens de la cité phocéenne est un film français réalisé par Tony Datis et sorti en 2025.

## Fiche technique
Sauf indication contraire, les informations mentionnées dans cette section peuvent être confirmées par la base de données cinématographiques Allociné,  présente dans la section « Liens externes ».
- Titre original : Marius et les gardiens de la cité phocéenne
- Réalisation : Tony Datis
- Scénario : Tony Datis, Jim Birmant et Dominique Gauriaud
- Musique : Antoine Duchêne
- Décors : Lionel Mathis
- Costumes : Leila Mazni
- Photographie : Laurent Brunet
- Montage : Olivier Gourlay
- Production : David Gitlis et John Gitlis
- Société de production : Team Nowhere Films, Apollo Films, Studio TF1, M6 Films et Only Pro
- Budget : 4 millions d'euros
- Pays de production :  France
- Langue originale : français
- Format : couleur
- Genre : comédie
- Durée : 85 minutes
- Dates de sortie :
  - France : 9 juillet 2025

## Distribution
- Soprano : Marius
- Nordine Salhi : Zeus
- Walid Ben Amar : Cresus
- Anys Ajbouh : Gomez
- Imran Bouzalim : Jamel
- Fatou Niass : Fatou
- Nassim Bouguezzi : Mida
- Sofia Belabbes : Verna

## Production
Le tournage se déroule à Marseille et Les Baux-de-Provence de fin avril à fin mai 2024.

## Sortie et accueil

### Box-office
| Pays ou région | Box-office     | Date d'arrêt du box-office | Nombre de semaines |
| -------------- | -------------- | -------------------------- | ------------------ |
| France         | 95 053 entrées | -                          | 1                  |
| Total mondial  |                | -                          | -                  |